# Mount Gaberlein
Mount Gaberlein är ett berg i Antarktis. Det ligger i Östantarktis. Nya Zeeland gör anspråk på området. Toppen på Mount Gaberlein är 1 210 meter över havet.
Terrängen runt Mount Gaberlein är huvudsakligen kuperad, men åt nordost är den platt. Trakten är obefolkad. Det finns inga samhällen i närheten.